# Ed Murphy (cestista)
Edward Murphy, detto Ed (Bayonne, 14 gennaio 1956), è un ex cestista statunitense.

## Carriera
Venne selezionato dagli Atlanta Hawks all'ottavo giro del Draft NBA 1978 (160ª scelta assoluta).

## Palmarès

### Squadra
- Campionato belga: 1

Racing Mechelen: 1979-80
- Campionato francese: 3

CSP Limoges: 1982-83, 1983-84, 1984-85
- Coppa della Federazione: 3

CSP Limoges: 1982, 1983, 1985
- Coppa Korać: 2

CSP Limoges: 1981-82, 1982-83
- Campionato svizzero: 1

Champel Genève: 1987-88
- Coppa di Svizzera: 2

Champel Genève: 1986, 1987

### Individuale
- LNB MVP straniero: 3

CSP Limoges: 1982-83, 1983-84, 1984-85